# XML Paper Specification
XML Paper Specification (XPS), anteriormente apelidada de "Metro", é um formato de arquivo desenvolvido pela Microsoft para representar documentos portáteis, visando facilitar a distribuição de documentos entre aplicativos, sistemas operacionais e periféricos como impressoras e scanners. Diferente dos documentos de papel, documentos XPS oferecem uma conveniente alternativa para leitura, impressão, transferência e estocagem.
O XPS é visto como um forte concorrente para o PDF da Adobe. No entanto, XPS é um formato de documento apenas estático que não inclui capacidades dinâmicas similares ao PDF.
O XPS é um padrão aberto, royalty-free, permitindo criar implementações para este padrão como ler, escrever e criar arquivos XPS.